# Rom Control Data SRL
Rom Control Data SRL (RCD) a fost o firmă mixtă româno–americană care a produs în perioada 1974–1989 periferice pentru calculatoare, bazate pe tehnologia Control Data Corporation (CDC).

## Istoric și activitate
În anii 1960 România dorea dotarea cu echipamente de calcul la nivelul țărilor din vestul Europei, însă țările socialiste erau sub embargo în domeniu, deoarece informatica era considerată de NATO un domeniu strategic. În urma lansării în Franța a programului Plan Calcul și a bunelor relații dintre România și Franța se spera o colaborare în domeniul informaticii, drept care prin HCM 3220/1967 s-a aprobat „importul complex de instalații pentru fabricarea echipamentelor de calcul”. În urma vizitei în România din 14–18 mai 1968 a lui Charles de Gaulle speranțele au fost confirmate, în 1968 s-a putut cumpăra de la Compagnie internationale pour l'informatique (CII) licența pentru calculatorul IRIS-50, care urma să fie fabricat în România sub denumirea Felix C-256.
În epocă Felix C-256 era considerat un mainframe de clasă medie. Pentru a funcționa avea nevoie de periferice: cititor de cartele, imprimantă, Unități de disc, unități de bandă magnetică (en) etc. Din punct de vederea al fiabilității, buna funcționare a unui mainframe era condiționată practic de buna funcționare a perifericelor sale. Inițial acestea au fost aduse din import de la CII (de fapt de la Bull, în acel moment parte a CII) și de la alți furnizori ai CII, în special Control Data Corporation (CDC). În urma demersurilor, CDC a acceptat ca în România să fie produse periferice conform tehnologiei sale, în cadrul unei societăți industriale mixte, Rom Control Data (RCD).
Crearea societății RCD a fost aprobată prin Decretul 428/1973 și HCM 973/1973 ea fiind până în 1990 singura societate mixtă româno–americană. Partea română era formată din Centrala Industrială de Electronică și Tehnică de Calcul (CIETC) și deținea 55 % din capital, iar partea americană era CDC, care deținea restul de 45 % din capital. Contribuția părții române era fabrica propriu-zisă (teren, construcții, utilaje generale și personal calificat pentru producție și întreținere), iar contribuția CDC era tehnologia, asistența tehnică (asamblare, reglaj, testare și control) și managementul economic. Timp de 4 ani conducerea a fost asigurată de o echipă mixtă, în care controlul de calitate era exclusiv american. Treptat, conducerea a devenit doar românească, singura excepție fiind controlul de calitate, care era american, și care astfel garanta pe plan internațional o calitate a produselor similare celor ale CDC.
Producția integra în principiu ce se putea realiza în România (partea mecanică) cu componentele electronice furnizate de CDC. În timp personalul societății a crescut de la 80 de persoane la 360, însă în caz de fluctuație a producției o parte din personal era detașată la alte unități economice (IIRUC, FCE, FEPER).
În urma încetării în 1988 a activității CDC, practic a încetat și activitatea RCD. Între 1990–1996 a mai asamblat calculatoare de tip IBM PC, însă în 1996 a fost preluată de S.C. Relco S.A., actual singura activitate fiind închirierea clădirilor din patrimoniu.

## Produse
Principalele produse au fost:
- cititoare de cartele perforate (en),
- imprimante rapide cu tambur sau bandă (en),
- imprimante matriciale (en),
- plottere,
- unități de disc magnetic,
- unități de bandă magnetică.

Produsele erau destinate atât pentru calculatoarele fabricate la FCE, cât și pentru export, beneficiarii fiind CDC, CII, Nixdorf Computer (RFG), Robotron (RDG), Kovo (Cehoslovacia), Rosewill (Suedia).